# 312
312（三百十二、三一二、さんびゃくじゅうに）は、自然数また整数において、311の次で313の前の数である。

## 性質
- 312は合成数であり、約数は1, 2, 3, 4, 6, 8, 12, 13, 24, 26, 39, 52, 78, 104, 156, 312である。
  - 約数の和は840。
  - 73番目の過剰数である。1つ前は308、次は318。
  - 約数を16個もつ8番目の数である。1つ前は280、次は330。
- 87番目のハーシャッド数である。1つ前は308、次は315。
  - 6を基とする11番目のハーシャッド数である。1つ前は240、次は330。
- 312 = 23 × 3 × 13
  - 3つの異なる素因数の積で p 3 × q × r の形で表せる6番目の数である。1つ前は280、次は378。(オンライン整数列大辞典の数列 A189975)
- 各位の立方和が平方数になる30番目の数である。1つ前は261、次は321。(オンライン整数列大辞典の数列 A197039)
- 各位の積が6になる12番目の数である。1つ前は231、次は321。(オンライン整数列大辞典の数列 A199988)
  - 各位の和と各位の積が等しくなる15番目の数である。1つ前は231、次は321。(オンライン整数列大辞典の数列 A034710)
  - 各位の和と各位の積が等しくて元の数を余りなく割りきれる11番目の数である。1つ前は132、次は4112。(オンライン整数列大辞典の数列 A280355)
- 312 = 42 + 102 + 142
  - 3つの平方数の和1通りで表せる87番目の数である。1つ前は304、次は328。(オンライン整数列大辞典の数列 A025321)
  - 異なる3つの平方数の和1通りで表せる89番目の数である。1つ前は307、次は313。(オンライン整数列大辞典の数列 A025339)
- 桁で並べ替えをすると連続自然数になる32番目の数である。1つ前は243、次は321。(オンライン整数列大辞典の数列 A288528)
- n = 3 のときの n と 4n を並べてできる数である。1つ前は28、次は416。(オンライン整数列大辞典の数列 A019552)
- n = 312 のとき n と n − 1 を並べた数を作ると素数になる。n と n − 1 を並べた数が素数になる38番目の数である。1つ前は304、次は328。(オンライン整数列大辞典の数列 A054211)
- n = 312 のとき n と n + 1 を並べた数を作ると素数になる。n と n + 1 を並べた数が素数になる37番目の数である。1つ前は308、次は318。(オンライン整数列大辞典の数列 A030457)
  - n = 312 のとき n と n − 1 および n と n + 1 を並べた数が素数になる9番目の数である。1つ前は300、次は330。(オンライン整数列大辞典の数列 A068700)
例．312311 と 312313 は素数。またこの2つの素数は双子素数である。
- 312 = 192 − 49
  - n = 19 のときの n 2 − 49 の値とみたとき1つ前は275、次は351。(オンライン整数列大辞典の数列 A098848)
- 約数の和が312になる数は4個ある。(126, 206, 207, 311) 約数の和4個で表せる4番目の数である。1つ前は180、次は372。
  - 約数の和 n 個で表せる n 番目の数である。1つ前は48、次は588。
- 各位の和が6になる20番目の数である。1つ前は303、次は321。
  - 各位の和が完全数になる20番目の数である。1つ前は303、次は321。（オンライン整数列大辞典の数列 A217747）

## その他 312 に関連すること
- 西暦312年
- 紀元前312年
- 年始から数えて312日目は11月8日、閏年では11月7日。
- フェラーリ・312
- フェラーリ・312B
- フェラーリ・312F1
- 3 1/2tトラック
- バーフィッシュ (USS Burrfish, SS/SSR-312) は、アメリカ海軍の潜水艦。
- UFC 312
- JR東海クハ312形電車
- 大井川鐵道312系電車
- イギリス国鉄312形電車
- エンブラエル EMB-312
- 第312歩兵師団 (ベトナム陸軍)
- 第312師団